# Lepiderema papuana
Lepiderema papuana är en kinesträdsväxtart som beskrevs av Ludwig Radlkofer. Lepiderema papuana ingår i släktet Lepiderema och familjen kinesträdsväxter. Inga underarter finns listade i Catalogue of Life.